# Malis (Mutter des Akeles)
Malis (altgriechisch Μαλίς) ist in der griechischen Mythologie eine Sklavin der Omphale und Mutter des Akeles.
Stephanos von Byzanz überliefert, dass laut Hellanikos von Lesbos die lydische Stadt Akele eine Gründung des Akeles war. Dieser sei der Sohn des Herakles mit Malis gewesen – einer Sklavin der Omphale, in deren Diensten als Sklave auch Herakles selbst stand, bevor sie den Helden heiratete. Laut Herodot war die Mutter des Akeles hingegen eine Sklavin des Iardanos, des Vaters der Omphale.
Ein Sohn ähnlich klingenden Namens des Herakles war Acheles, dessen Mutter jedoch Omphale selbst gewesen sein soll.